# Tyczewo (przystanek kolejowy)
Tyczewo – zlikwidowany przystanek kolei wąskotorowej (Białogardzka Kolej Dojazdowa) w Tyczewie, w województwie zachodniopomorskim, w Polsce.